# Ležan

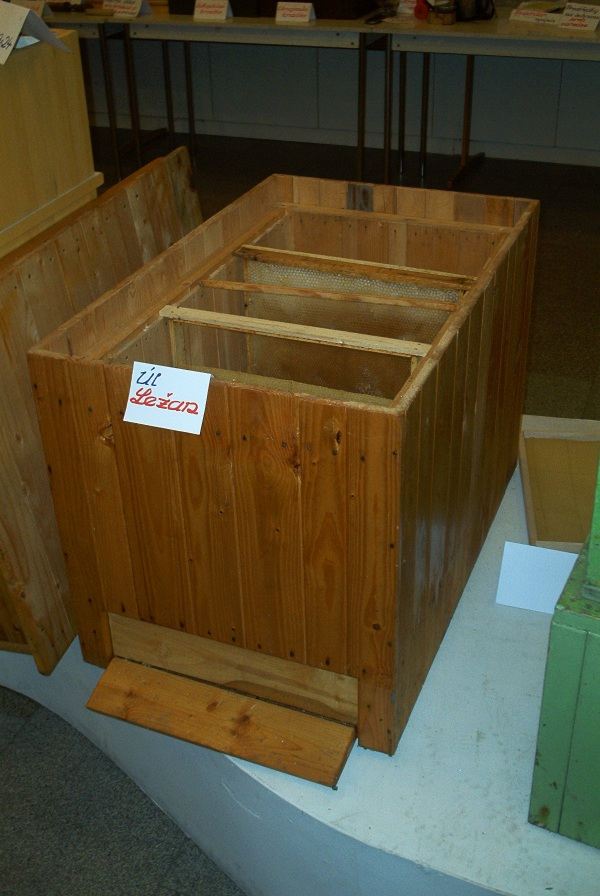
Úl ležan - teplá stavba

Ležan je typ včelího úlu. Úly ležany jsou dodnes tradičně využívány především maďarskými včelaři. Jejich odlišnost od ostatních typů úlů spočívá v horizontálním uložení. Vnitřní členění může být na  takzvanou teplou i studenou stavbu. Úl nelze v čase početního maxima včelstev libovolně rozšířit, ale někteří včelaři i na těchto úlech po úpravách používají medník. To je ale proti duchu koncepce tohoto úlu, která spočívá v předem stanoveném prostoru pro včelstvo a v snadné přístupnosti kteréhokoliv rámku.
Ležan vychází přímo z původní přírodní formy úlu, tj. z vyvráceného kmene – klátu, který si v minulosti i se včelami včelař pomocí koní přivlekl z lesa do blízkosti svého obydlí. Později začali včelaři vhodné kmeny vydlabávat a to především právě do formy ležanů. V dalším období v souvislosti se začátkem používání rámků a dalším pokrokem ve včelařském oboru musel ležan ustoupit před vertikální nástavkovou koncepcí. Nevymizel však ze včelnic úplně a úly ležany jsou zájmovými malovčelaři dodnes využívány a to především při výchově a oplození včelích matek. Mnohdy i při „skladování“ záložních matek a včelstev.
Úly ležany používají i někteří zdravotně postižení včelaři, neboť při provozu na těchto úlech není nutno zvedat tak těžká břemena jako při klasickém včelaření na nástavkových úlech.
Úlová otázka je zdrojem mnoha polemik a třenic mezi včelaři a koncepce ležanu je v moderní době považována za zastaralou. I přesto je možno i dnes v takových úlech s úspěchem zájmově včelařit, pokud však úl včelám poskytne dostatečný prostor. Komerční praxe však hovoří jasně pro moderní nástavkové „stavebnicové“ úly.
Ležan v zahraničí
Ležan je tradičním typem úlu v mnoha zemích Evropy. Kupříkladu Varšavský, či Ukrajinský úl s rámkovou mírou 30x43,5 cm. (dadant otočený o 90°) Na Ukrajině a v Rusku je ležan v dnešní době velmi oblíben pro mnohá svá pozitiva. Jako je možnost vložení relatině velikých rámků a tím maximální možné podpory včelstva během zimy (zimní chomáč má nad sebou větší plochu zásob bez mezery mezi nástavky), Další nesporný klad je komfort včelaře při práci "ve včelách". Na sever a východ od ČR je samozřejmostí zateplená konstrukce úlu, kdy při stabilním umístění ležanu a absenci nutnosti manipulacfe s nástavky, toto není na obtíž. Varšavský úl s 24 rámky je analogií langstrothu s pěti nástavky 2/3. Včelám ležan nabízí maximální jistotu přezimování, minimální rušení včelařem, který má přehled, co se v úlu děje, aniž by musel včely rušit nad míru nutnosti. Ležany, které se objevily v ČR před rokem cca 2010 jsou nejspíše důvod k napsání úvodního odstavce. Nevýhodou ležanů je, že komplikují "strojovou" výrobu medu. Jsou ale nepoměrně vhodnější pro včely a pro komfort včelaře. V současnosti jsou v oblibě "horizontal hives" v USA, ležany lze nalézt i v zemích na západ od nás. Doporučuji videa, která se zabývají ležany a "horizontal hives" pro lepší orientaci.